# Umsobomvu Local Municipality
Umsobomvu (englisch Umsobomvu Local Municipality) ist eine Lokalgemeinde im Distrikt Pixley Ka Seme der südafrikanischen Provinz Nordkap. Der Sitz der Gemeindeverwaltung befindet sich in Colesberg. Bürgermeister ist Mzwandile Simon Toto.
Der Gemeindename ist ein isiXhosa-Name für einen Stern, der normalerweise in der Morgendämmerung erscheint. Er symbolisiert die neue Ära für die Gemeinde.

## Städte und Orte
- Colesberg
- Eurekaville
- Kuyasa
- Kwazamwxolo
- Lowreyville
- Norvalspont
- Noupoort

## Bevölkerung
Im Jahr 2011 hatte die Gemeinde 28.376 Einwohner. Davon waren 62,6 % schwarz, 30,6 % Coloured und 5,7 % weiß. Gesprochen wurde zu 54,2 % isiXhosa, zu 37,9 % Afrikaans, zu 1,9 % Sesotho und zu 1,8 % Englisch.